# Newry (Maine)
Pour les articles homonymes, voir Newry (homonymie).
Newry  (de l'irlandais : An Iúraigh) est une ville touristique américaine située dans le Comté d'Oxford. Selon le recensement de 2020, sa population est de 411 habitants. La ville a été le site de l'un des pires accidents d'avion de la guerre froide dans le Maine. Elle abrite la station de ski Sunday River et compte une population saisonnière (hivernale) relativement importante.